# Bauna

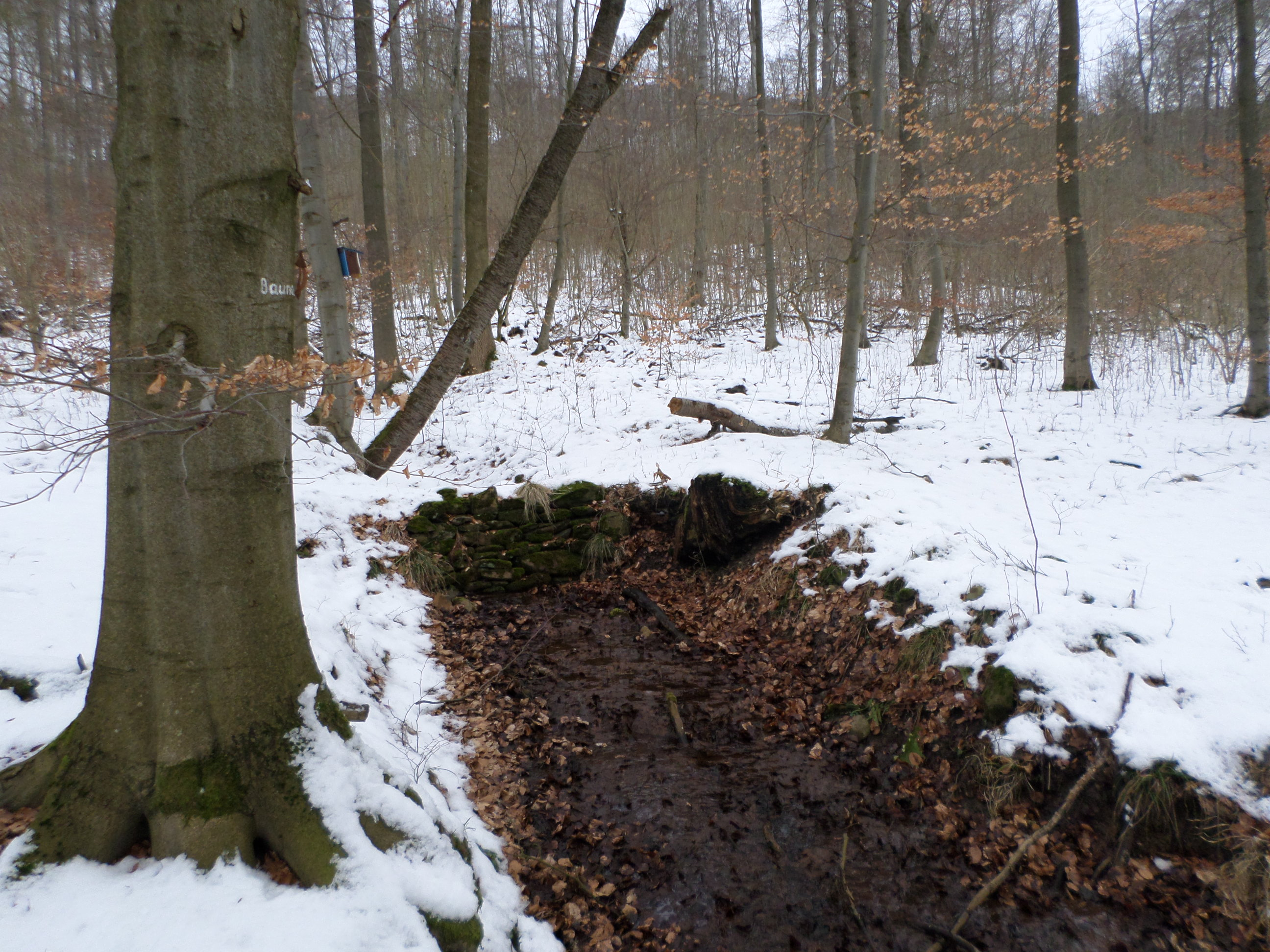
Baunaquelle im Hohen Habichtswald

Die Bauna ist ein 17,2 km langer, westlicher und orographisch linker Zufluss der Fulda im Landkreis Kassel, Nordhessen (Deutschland).

## Name
Der Name geht auf althochdeutsch (zi) Bunun für 'bei der Buhne, Uferschutzanlage' zurück.

## Verlauf
Die Bauna entsteht im Hohen Habichtswald durch den Zusammenfluss von Hinterer und Vorderer Bauna. Die im Naturpark Habichtswald gelegenen Quellen der Hinteren Bauna (im Oberlauf Kleine Bauna genannt; linker Quellbach der Bauna) befinden sich im Bereich des Kaulenbergs (520,3 m) nördlich von Hoof, einem Gemeindeteil von Schauenburg. Der Ursprung der Vorderen Bauna (rechter und längster Quellfluss der Bauna), die eigentliche Baunaquelle (ca. 465 m ü. NHN), liegt am Südhang des Ahrensbergs (ca. 570 m), der sich nordwestlich von Hoof erhebt. Die Vordere Bauna ist unmittelbar oberhalb von Hoof von der Trasse der Kassel-Naumburger Eisenbahn (im Volksmund: Naumburger Kleinbahn) überbrückt.
Bereits oberhalb der Vereinigung der Quellbäche in Hoof treten beide in die Hoofer Pforte, einer Talsenke zwischen Hohem Habichtswald (bis 614,8 m) im Norden und den Langenbergen (bis 556,7 m) im Süden, ein, die fortan den Lauf der Bauna in Richtung Südosten begleitet.
Die Bauna verläuft anfangs durch Hoof, wo sie die Burgruine Schauenburg etwas nordöstlich passiert. Danach fließt sie durch Schauenburg-Elgershausen, wo sie am Ortseingang erneut von der Kassel-Naumburger Eisenbahn überbrückt ist und wonach sie das Hochwasserrückhaltebecken Polder Schefferfeld tangiert.
Unmittelbar danach ist der Bach von der Landesstraße 3215 (ehemalige Bundesstraße 520) überbrückt, wonach er durch Baunatal fließt, dabei den waldreichen Baunsberg (413,4 m) südlich passiert und durch den Baunataler Stadtpark verläuft. In Baunatal fließt die Bauna durch die Stadtteile Altenritte, Alten- und Kirchbauna sowie Guntershausen. Im zuletzt genannten Stadtteil ist sie im Rahmen des Bauna-Viadukts von einer Brücke der Bahnstrecke Bebra–Baunatal-Guntershausen überspannt.
Schließlich mündet die Bauna direkt östlich von Guntershausen rund 1,5 km (Luftlinie) nordnordöstlich der Mündung der Eder in die Fulda von Westen heran fließend auf rund 144 m Höhe direkt oberhalb dem Fuldaflusskilometer 42,4 in die dort von Süden kommende Fulda.

## Einzugsgebiet und Zuflüsse

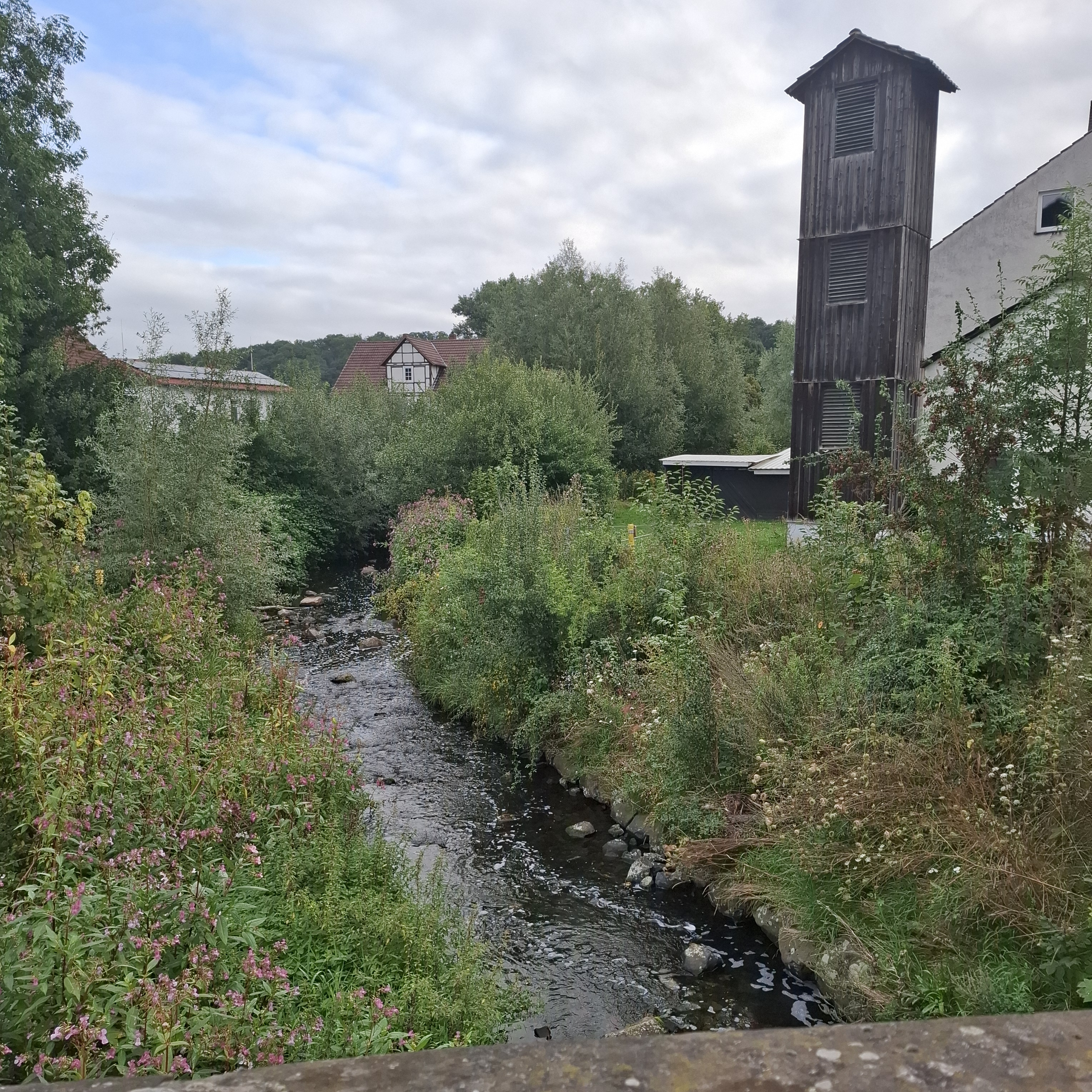
Bauna in Guntershausen

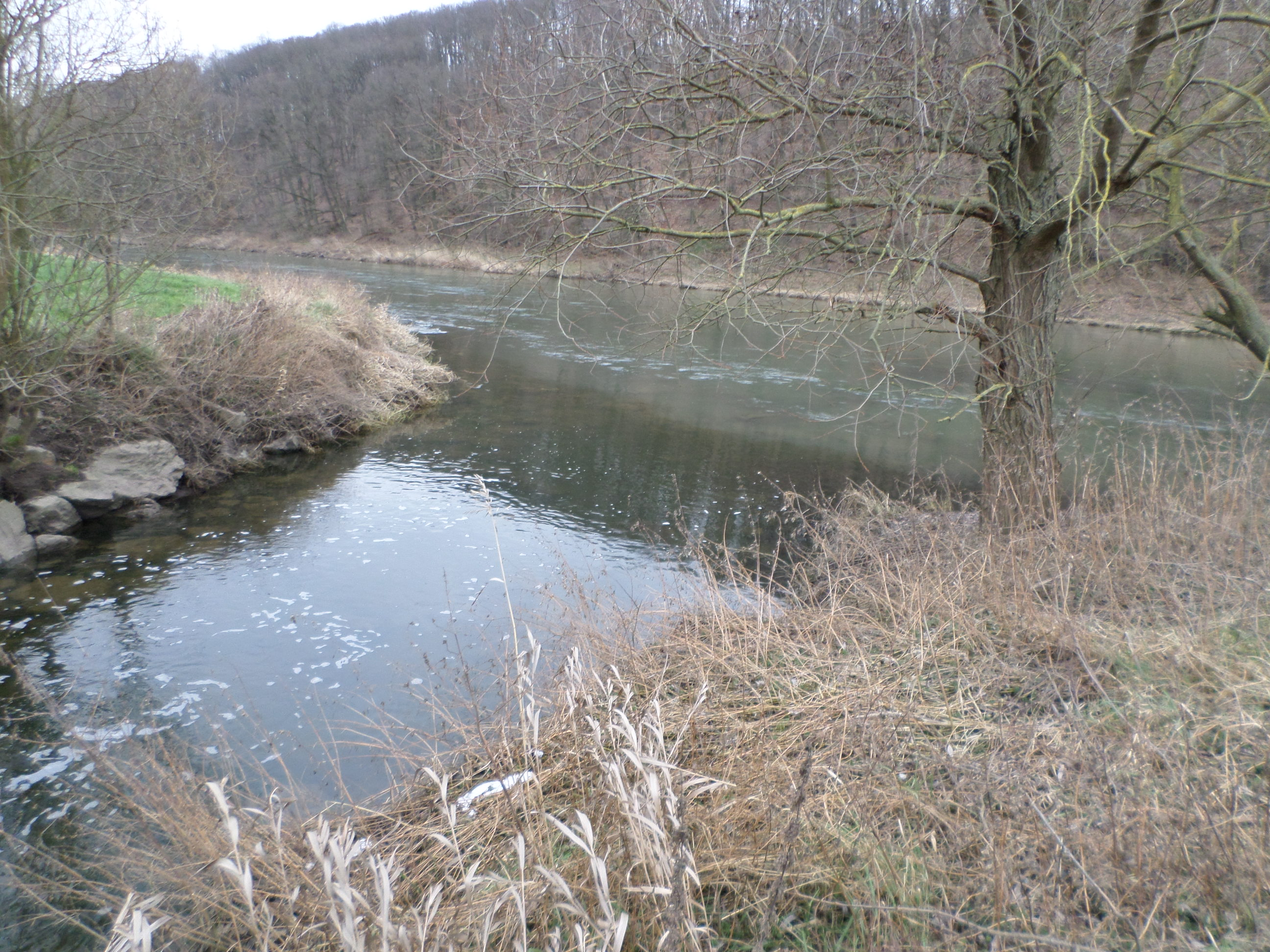
Baunamündung in die Fulda bei Guntershausen

Zu den Zuflüssen der Bauna, deren Einzugsgebiet 47,37 km² groß ist, gehören mit orographischer Zuordnung (l = linksseitig; r = rechtsseitig), Länge in Kilometern (km), und Mündungsgebiet mit Baunabachkilometer flussabwärts betrachtet diese Fließgewässer:
Quellbäche:
- Vordere Bauna (r; 3,15 km als Teil der insgesamt 17,2 km Baunalänge), nordwestlicher, längster Quellbach, vom Ahrensberg kommend, Zusammenfluss in Hoof (km 14,05)
- Hintere Bauna (l; 1,55 km), nordöstlicher Quellbach, vom Kaulenberg kommend, Zusammenfluss in Hoof (km 14,05)
  - Rehgraben (l; 1,7 km), Zufluss der Hinteren Bauna, vom Hohen Gras kommend (km 0,95)

Zuflüsse:
- Firnsbach (l; 3,2 km), nördlicher Zufluss, vom Ziegenkopf kommend; mündet zwischen Schauenburg-Hoof und -Elgershausen (km 13,35)
- Fischbach (l; 2,1 km), nördlicher Zufluss, vom Dachsberg kommend; mündet zwischen Elgershausen und Baunatal-Altenritte (km 11,42)
- Lützel (r; 5,1 km), westlicher Zufluss, vom Saukopf kommend; mündet in Altenritte (km 9,2)
- Leisel (r; 6,2 km), westlicher Zufluss, vom Schwengeberg kommend; mündet zwischen Baunatal-Altenbauna und -Kirchbauna (km 6,5)

## Freizeit
Im Tal der Bauna verläuft ein Abschnitt der zweimal den Bach kreuzenden Kassel-Naumburger Eisenbahn, auf der die Museumseisenbahn Hessencourrier verkehrt, ein Teil des Hessencourrier-Radwegs und der Baunapfad, dem von der Quelle bis zur Mündung des Bachs führenden Wanderweg. Seine Quellbäche überqueren der Ederseeweg, Habichtswaldsteig und Kassel-Steig, den Bach selbst der Herkulesweg.